# 파르바티
파르바티(산스크리트어: पार्वती, IAST: Pārvatī, IPA: /pɑɾʋət̪iː/), 또한 우마(산스크리트어: उमा, IAST: Umā, IPA: /ʊmɑː/) 및 가우리(산스크리트어: गौरी, IAST: Gaurī, IPA: /gə͡ʊɾiː/)로도 알려져 있으며, 힌두교의 주요 여신 중 한 명으로, 힘, 에너지, 영양, 조화, 사랑, 아름다움, 헌신, 모성의 여신으로 숭배된다. 그녀는 락슈미와 사라스바티와 함께 트리데비로 알려진 삼신을 이룬다.
기원전 400년에서 기원후 400년까지의 서사시 시대에 여신으로 처음 등장한 이래로, 파르바티는 주로 신 시바의 배우자로 묘사된다. 다양한 푸라나에 따르면, 파르바티는 시바의 첫 번째 아내였던 사티의 환생으로, 사티는 아버지 닥샤가 시바를 모욕한 후 가족 관계를 끊기 위해 몸을 버렸다. 파르바티는 종종 사티, 우마, 칼리 및 두르가와 같은 다른 여신들과 동일시되며, 이 밀접한 연관성 때문에 이들은 종종 동일시되고 그들의 이야기는 자주 겹친다. 인도 신화에서 파르바티의 탄생은 주로 시바를 금욕적인 은둔 생활에서 결혼과 가정생활의 영역으로 유인하기 위한 우주적인 사건으로 이해된다. 시바의 아내로서 파르바티는 시바의 엄격하고 세속을 부정하는 본성을 보완하는 생명 긍정적이고 창조적인 힘을 상징한다. 그녀의 존재는 시바를 고립에서 벗어나 세속적인 참여로 이끌어, 힌두 철학에서 금욕주의와 세속 생활이라는 두 가지 극을 균형 있게 만든다. 파르바티의 아내와 어머니로서의 역할은 그녀의 신화적 인물에서 핵심적이며, 그녀는 남편의 영향력을 지지하고 확장하는 헌신적인 배우자의 이상을 구현한다. 파르바티는 또한 저명한 힌두 신인 가네샤와 카르티케야의 어머니로서 모성으로도 유명하다.
철학적으로 파르바티는 시바의 샤크티 (신성한 에너지 또는 힘), 즉 우주를 유지하는 창조적 힘의 의인화로 간주된다. 이 역할에서 그녀는 어머니이자 양육자일 뿐만 아니라 우주 에너지와 다산의 화신이 된다. 그녀는 시바에게 활력을 주는 힘의 원천이며, 그녀 없이는 시바는 불완전하다. 따라서 파르바티의 신화는 단순히 아내로서의 역할뿐만 아니라 생명을 활성화하고 유지하는 힘으로서의 우주적 기능에 관한 것이다. 다양한 샤이바 전통에서 파르바티는 또한 모범적인 숭배자로 간주되며, 심지어 시바의 은혜의 화신으로 여겨져 숭배자들의 영적 해방에 중심적인 역할을 한다. 그녀는 또한 여신 지향적인 샤크티파에서 중심적인 신 중 한 명으로, 최고 신인 마하데비의 자비로운 측면으로 간주되며, 열 명의 마하비드야와 나바두르가를 포함한 마하데비의 다양한 현현과 밀접하게 연관되어 있다. 파르바티는 고대 푸라나 문헌에 광범위하게 등장하며, 그녀의 조각상과 도상은 남아시아와 동남아시아 전역의 힌두 사원에서 발견된다. 그녀와 시바에게 바쳐진 힌두 사원에서 그녀는 상징적으로 요니로 표현된다.

## 어원과 명명법
파르바타 (पर्वत)는 "산"을 의미하는 산스크리트어 단어 중 하나이다. "파르바티"는 히마반 왕(히마바타, 파르바타라고도 불림)과 어머니 메나바티의 딸로 환생했기 때문에 그 이름을 얻었다. 파르바타 왕은 산의 군주이자 히말라야산맥의 의인화로 간주된다. 파르바티는 "산의 여신"을 의미한다. 잠무 카슈미르 (연방 직할지)에 있는 우담푸르의 야마 아파르네샤라 사원은 파르바티의 탄생지이자 시바-파르바티 결혼의 장소로 여겨진다.
파르바티는 힌두교 문헌에서 많은 이름으로 알려져 있다. 그녀를 산과 연결시키는 다른 이름들로는 샤일라자(산의 딸), 샤일라푸트리(산의 딸), 하이마바티(히마반의 딸), 마헤슈바리(마헤슈바라의 아내), 기리라자푸트리(산 왕의 딸), 기리자(산의 딸)가 있다.
샤크타들은 파르바티를 랄리타 트리푸라순다리의 화신으로 여긴다. 파르바티의 가장 유명한 두 별칭은 우마와 아파르나이다. 우마라는 이름은 초기 경전에서 사티 (파르바티의 화신인 시바의 아내)에게 사용되었지만, 라마야나에서는 파르바티의 동의어로 사용된다. 하리밤샤에서 파르바티는 아파르나 ('양식을 취하지 않은 자')로 불리며, 어머니가 "오, 하지 마"라고 말하며 엄격한 금욕주의를 만류했을 때 우마라고 불린다. 우마는 또한 "옴 (프라나바 만트라)에서 태어난 자"를 의미하기도 한다. 그녀는 또한 암비카('사랑스러운 어머니'), 샤크티('힘'), 마타지('존경받는 어머니'), 마헤슈와리('위대한 여신'), 두르가 (천하무적), 바이칼리 ('사나운'), 바바니 ('다산과 출산'), 시바라드니('시바의 여왕'), 우르비 또는 레누 등 수백 가지 다른 이름으로 불린다. 파르바티는 또한 사랑과 헌신의 여신, 또는 카마크시 (다산의 여신), 풍요와 음식/영양의 여신, 또는 안나푸르나이기도 하다. 그녀는 또한 검을 휘두르고, 잘린 머리로 만든 목걸이를 착용하며, 추종자들을 보호하고 세상과 그 존재들을 괴롭히는 모든 악을 파괴하는 맹렬한 마하칼리이기도 하다.
파르바티가 황금빛 가우리로 불리면서도 검은 칼리 또는 샤마로 불리는 명백한 모순은, 평온하고 차분한 아내로서의 파르바티는 가우리로 언급되고 악을 파괴하는 여신으로서 칼리이다. 가우리에 대한 지역적 이야기는 가우리 이름과 피부색의 다른 기원을 시사한다. 인도 일부 지역에서는 가우리의 피부색이 익은 옥수수/수확과 다산의 여신으로서 그녀를 기리기 위해 황금색 또는 노란색이다.
랄리타 사하스라나마와 같은 신성한 찬송가는 그녀가 물리친 악마들에 근거하여 여신에게 많은 별칭을 부여한다. 예를 들어, 마히샤수라마르디니 ('악마 마히샤수라를 죽인 자'), 락타비자삼하리니 ('악마 락타비자를 죽인 자'), 차문디 ('악마 형제 찬다와 문다를 죽인 자'), 무캄비카 ('무카수라를 죽인 자'), 반다수라비베디니 ('반다수라를 죽인 자') 등이다.

## 역사

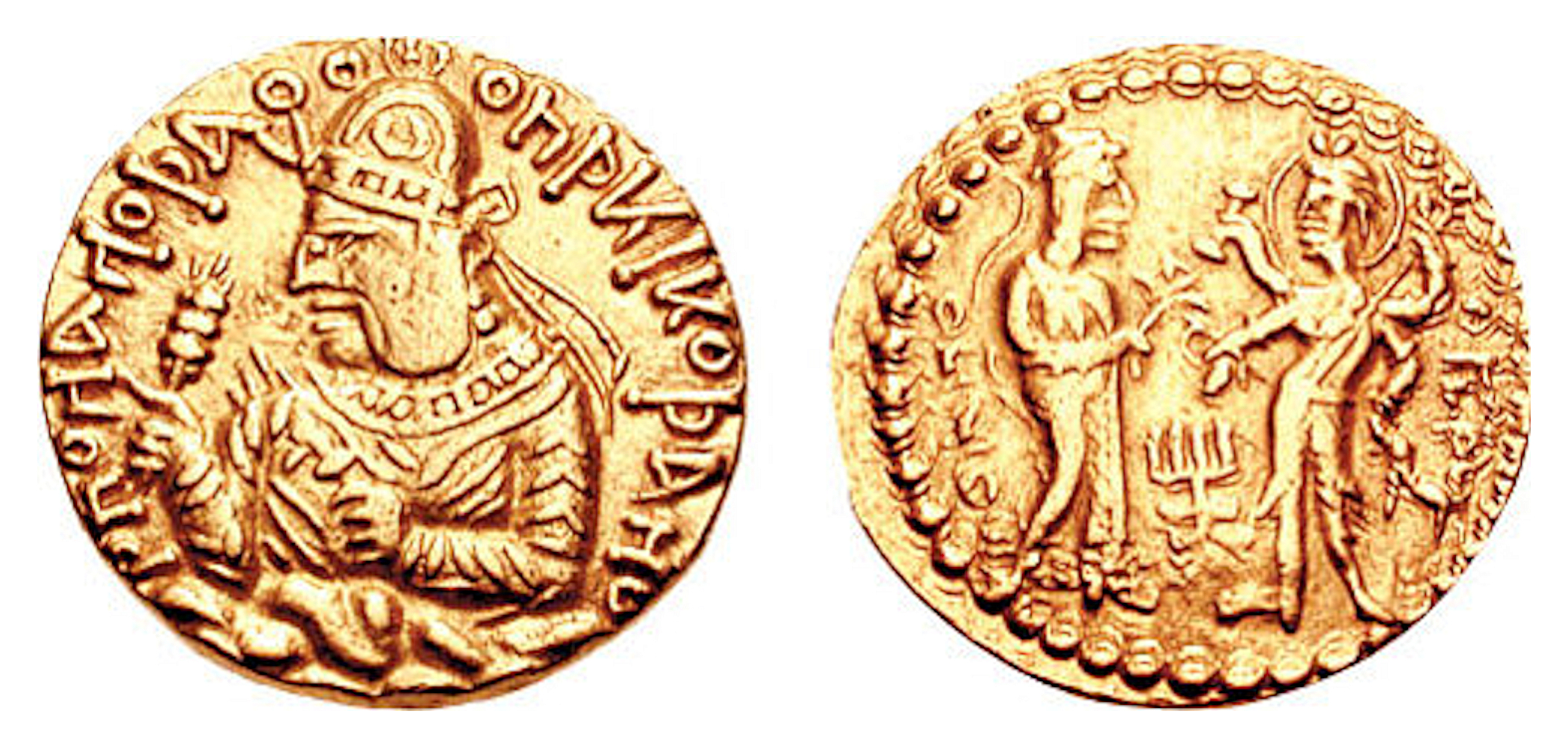
쿠샨 제국의 지배자 후비슈카의 동전. 뒷면에는 꽃을 들고 있는 신성한 부부 옴모("ΟΜΜΟ", 우마)와 네 팔로 속성을 들고 있는 오에쇼("ΟΗϷΟ", 시바). 기원후 150-180년경.

파르바티라는 단어는 베다 문학에 명시적으로 나타나지 않는다. 대신 리그베다에는 암비카, 루드라니 등이 등장한다. 기원전 1천년 중반으로 거슬러 올라가는 케나 우파니샤드의 3.12절에는 파르바티의 매우 흔한 다른 이름인 우마-하이마바티라는 여신이 포함되어 있다. 그러나 아누바카에 대한 사야나의 주석은 케나 우파니샤드에서 파르바티를 우마와 암비카와 동일시하며, 파르바티를 신성한 지식과 세상의 어머니의 화신으로 언급한다. 그녀는 최고 브라흐만의 샤크티, 즉 본질적인 힘으로 나타난다. 그녀의 주된 역할은 최근에 악마 무리를 물리쳤다고 자랑하던 아그니, 바유, 바루나의 트리데바에게 브라흐만의 지식을 계시하는 중재자이다. 그러나 킨슬리는 다음과 같이 언급한다: "그녀를 후기 여신 사티-파르바티와 동일시하는 것은 추측에 불과하지만, [...] 시바와 파르바티를 칭송하는 후기 텍스트들은 이 에피소드를 시바의 배우자였다는 의심의 여지 없이 다시 이야기한다."
사티-파르바티는 라마야나와 마하바라타 모두에서 파르바티를 시바의 아내로 묘사하는 서사시 시대 (기원전 400년~기원후 400년)에 등장한다. 그러나 칼리다사의 희곡 (5~6세기)과 푸라나 (4~13세기)에 이르러서야 사티-파르바티와 시바의 이야기는 더 포괄적인 세부 사항을 얻게 된다. 킨슬리는 파르바티가 산에 살았던 비아리아인 여신들의 전설에서 비롯되었을 수 있다고 덧붙인다. 우마라는 단어는 초기 우파니샤드에 나타나지만, 홉킨스는 파르바티라는 이름의 가장 오래된 명시적 사용이 후기 함사 우파니샤드에 나타난다고 언급한다.
베버는 시바가 베다 신들인 루드라와 아그니의 조합인 것처럼, 푸라나 텍스트의 파르바티도 루드라의 아내들의 조합이라고 제안한다. 다시 말해, 파르바티의 상징, 전설, 특징은 우마, 하이마바티, 암비카를 한 측면으로, 그리고 더 맹렬하고 파괴적인 칼리, 가우리, 니리티를 다른 측면으로 융합하면서 진화했다. 테이트는 파르바티가 베다 여신 아디티와 니리티의 혼합이며, 산악 여신으로서 후기 전통에서 두르가와 칼리와 같은 다른 산악 여신들과 연관되었다고 제안한다.

## 도상학과 상징

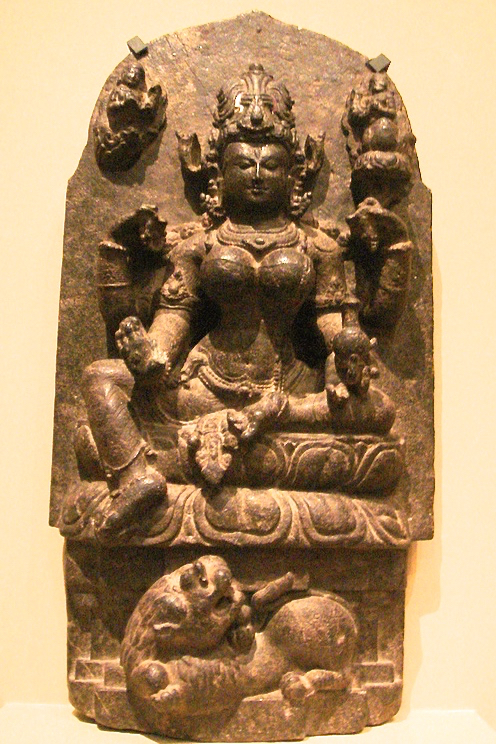
오디샤의 12세기 파르바티 조각상.

데비 샤크티의 온화한 측면인 파르바티는 보통 공정하고 아름다우며 자비로운 모습으로 표현된다. 그녀는 일반적으로 붉은 드레스(종종 사리)를 입고 머리띠를 두를 수 있다. 시바와 함께 묘사될 때는 보통 두 팔을 가지고 있지만, 혼자 있을 때는 네 팔을 가질 수 있다. 이 손에는 삼지창, 거울, 묵주, 종, 접시, 재갈, 사탕수수 줄기 또는 꽃(연꽃과 같은)을 들고 있을 수 있다. 그녀의 앞쪽 팔 중 하나는 아바야 무드라('두려워하지 마라'는 손짓)를 취할 수 있으며, 그녀의 자녀 중 한 명, 일반적으로 가네샤는 그녀의 무릎 위에 있고, 그녀의 어린 아들 스칸다는 그녀를 지켜보며 근처에서 놀고 있을 수 있다. 고대 사원에서 파르바티의 조각상은 종종 송아지나 암소 근처에 묘사된다. 청동은 그녀의 조각상에 주로 사용되는 금속이었고, 돌이 다음으로 흔한 재료였다.
파르바티와 시바는 각각 요니와 링감으로 상징된다. 고대 문헌에서 요니는 자궁과 임신 장소를 의미하며, 요니-링감 비유는 기원, 원천 또는 재생력을 나타낸다. 링감-요니 상징은 남아시아와 동남아시아의 시바파 힌두 사원에서 널리 퍼져 있다. 종종 시발링감이라고 불리는 이 상징은 거의 항상 링감과 요니를 모두 포함한다. 이 상징은 모든 생명의 재창조와 재생에서 여성 에너지와 남성 에너지의 상호 의존성과 결합을 나타낸다. 일부 묘사에서는 파르바티와 시바가 다양한 형태의 성적 결합으로 나타나기도 한다.
일부 도상학에서 파르바티의 손은 상징적으로 많은 무드라(상징적인 손짓)를 표현할 수 있다. 예를 들어, 카타카는 매혹과 황홀감을, 히라나는 영양을, 즉 자연과 잡기 힘든 것을 상징하며, 왼손의 타르자니는 위협의 제스처를, 찬드라칼은 달을, 즉 지능의 상징을 나타낸다. 카타카는 숭배자에게 가까운 손으로 표현되고, 타르자니 무드라는 왼손으로 표현되지만 숭배자에게서 멀리 떨어져 있다.
파르바티가 두 손으로 묘사될 때, 카타카 무드라(카티아발람비타 또는 카티삼스티타 하스타라고도 불림)는 흔하며, 아바야(두려움 없음)와 바라다(자비)는 파르바티의 도상학에서 대표적이다. 아바야 무드라를 취한 파르바티의 오른손은 "누구도 무엇도 두려워하지 마라"를 상징하며, 바라다 무드라는 "소원 성취"를 상징한다. 인도 춤에서 파르바티무드라는 그녀에게 헌정되어 신성한 어머니를 상징한다. 이것은 합손 제스처이며, 아비나야 다르파나에 묘사된 가장 중요한 신들을 나타내는 16가지 데바 하스타 중 하나이다. 손은 어머니 같은 제스처를 모방하며, 춤에 포함될 때 무용수는 상징적으로 파르바티를 표현한다. 또는 무용수의 양손이 아르다찬드라 무드라를 취하면 파르바티의 다른 측면을 상징한다.
파르바티는 때때로 황금색 또는 노란색 피부색으로 묘사되는데, 특히 가우리 여신으로서는 익은 수확의 여신으로서 그녀를 상징한다.
일부 현현에서는, 특히 칼리와 같은 샤크티의 분노하고 맹렬한 측면에서, 그녀는 여덟 또는 열 개의 팔을 가지고 있으며, 호랑이나 사자에 올라타 잘린 머리 화환과 잘린 손으로 된 치마를 입고 있다. 카마크시나 미나크시와 같은 자비로운 현현에서는 앵무새가 그녀의 오른쪽 어깨 근처에 앉아 즐거운 사랑 이야기, 씨앗, 다산성을 상징한다. 앵무새는 사랑의 여신인 카마크시 형태의 파르바티와, 열정을 불러일으키는 화살을 쏘는 욕망의 신인 카마와 함께 발견된다. 초승달은 때때로 파르바티의 머리 근처, 특히 카마크시 상징에 포함되는데, 그녀가 시바의 절반이기 때문이다. 남인도 전설에서 앵무새와의 인연은 그녀가 남편과의 내기에서 이겨 그의 샅바를 승리 보상으로 요구했을 때 시작되었다. 시바는 약속을 지키지만 먼저 그녀를 앵무새로 변신시킨다. 그녀는 날아가 남인도의 산맥에 피난처를 찾아 미나크시(Minakshi로도 표기)로 나타난다.
파르바티는 다양한 역할, 기분, 별칭, 측면으로 표현된다. 힌두 신화에서 그녀는 우주의 능동적인 행위자이며 시바의 힘이다. 그녀는 양육하고 자비로운 측면뿐만 아니라 파괴적이고 맹렬한 측면으로도 표현된다. 그녀는 격려, 이성, 자유, 힘의 목소리이며, 저항, 권력, 행동, 응징 정의의 목소리이기도 하다. 이 역설은 그녀가 프라티마(현실)에 재정렬하고 보편적인 어머니로서의 역할에서 상황의 필요에 적응하려는 의지를 상징한다. 마하칼리로서 그녀는 보호를 위해 악을 식별하고 파괴하며, 안나푸르나로서 그녀는 영양을 위한 음식과 풍요를 창조한다.

## 현현
여러 힌두 이야기는 파르바티의 다른 측면을 제시한다. 예를 들어, 샤크티와 그 관련 형태로서 맹렬하고 폭력적인 측면이 있다. 샤크티는 순수한 에너지이며, 길들여지지 않고 통제되지 않으며 혼란스러운 존재이다. 그녀의 분노는 어둡고 피에 굶주린, 헝클어진 머리를 한, 입을 벌리고 혀를 늘어뜨린 여신으로 결정된다. 이 여신은 보통 무시무시한 마하칼리 (시간)로 식별된다. 링가 푸라나에서 파르바티는 시바의 요청에 따라 악마 다룩을 파괴하기 위해 칼리로 변형된다. 악마를 파괴한 후에도 칼리의 분노는 통제될 수 없었다. 칼리의 분노를 낮추기 위해 시바는 우는 아기의 모습으로 나타났다. 아기의 울음소리는 칼리의 모성 본능을 불러일으켰고, 그녀는 파르바티로서 자비로운 형태로 돌아왔다. 이 아기 형태의 시바 경은 크세트라 발라카(미래에 루드라 사바르니 마누가 됨)이다.
스칸다 푸라나에서 파르바티는 전사 여신의 모습을 취하여 버팔로 형태를 취한 악마 두르그를 물리친다. 이 측면에서 그녀는 두르가라는 이름으로 알려져 있다. 파르바티는 오늘날의 힌두교에서 칼리, 두르가, 카마크시, 미나크시, 가우리 등과 마찬가지로 샤크티의 다른 측면으로 간주되지만, 이러한 "형태"나 측면 중 많은 부분이 지역 전설과 전통에서 비롯되었으며, 파르바티와의 구별이 중요하다.
샤크티파와 시바파 전통에 따르면, 그리고 데비 바가바타 푸라나에서도 파르바티는 다른 모든 여신들의 혈통적 조상이다. 그녀는 다양한 형태와 이름을 가진 존재로 숭배된다. 그녀의 형태나 화신은 그녀의 기분에 따라 달라진다.
- 아킬란데슈와리, 인도 해안 지역에서 발견되며, 물과 관련된 여신이다.[54]
- 안나푸르나, 음식과 영양의 여신.
- 미나크시, 마두라이의 지역 형태 파르바티. 그녀는 마두라이의 여왕으로 간주된다.[55]

## 전설

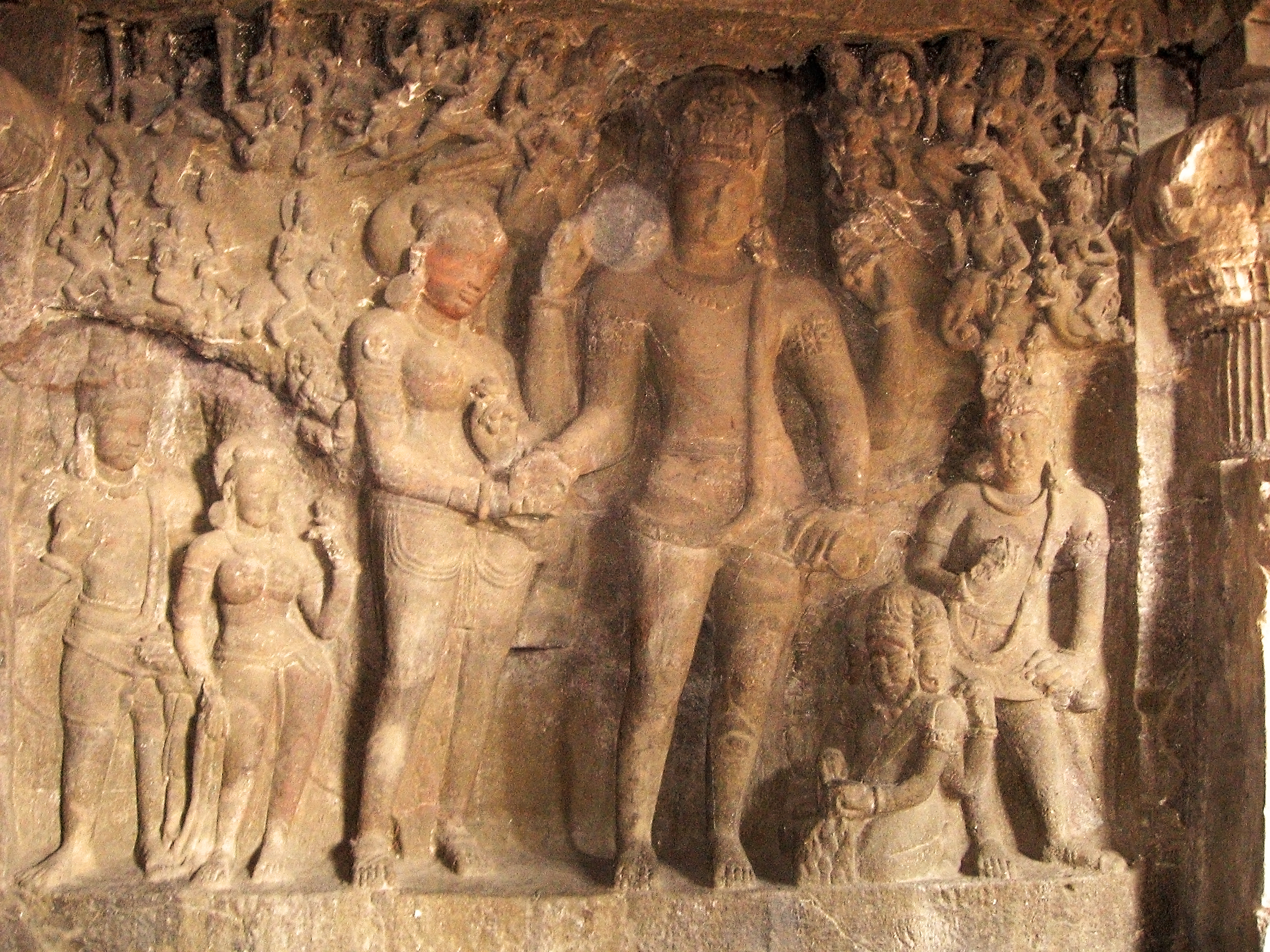
6세기 엘로라 석굴의 벽 조각: 칼리아나순다라 – 시바(네 팔을 가진 인물, 오른쪽)와 파르바티(두 팔을 가진 인물, 왼쪽)의 결혼 장면.

푸라나는 아버지 닥샤의 뜻을 거슬러 시바와 결혼한 사티의 이야기를 전한다. 닥샤와 시바의 갈등은 닥샤가 시바를 자신의 야즈나 (불 희생제)에 초대하지 않을 정도로 심해진다. 사티가 혼자 오자 닥샤는 시바를 모욕한다. 사티는 의식에서 스스로를 불태워 죽는다. 이에 시바는 충격을 받고 너무 비통해 세상사에 흥미를 잃고 은퇴하여 산에서 명상과 고행에 몰두한다. 사티는 히마반과 메나바티의 딸로 파르바티로 다시 태어나며, 아버지 히마반(파르바트 왕이라고도 불림)의 이름을 따서 파르바티, 즉 "산에서 온 그녀"라고 불린다.
그녀의 연대기 버전마다 다르지만, 처녀 파르바티는 시바와 결혼하기로 결심한다. 그녀의 부모는 그녀의 소망을 알고 그녀를 만류하지만, 그녀는 자신이 원하는 것을 추구한다. 인드라는 욕망, 에로틱한 사랑, 매력, 애정의 힌두 신인 카마를 보내 시바를 명상에서 깨어나게 한다. 카마는 시바에게 다가가 욕망의 화살을 쏜다. 시바는 이마의 제3의 눈을 뜨고 큐피드 카마를 재로 태워버린다. 파르바티는 시바를 얻으려는 희망이나 결심을 잃지 않는다. 그녀는 시바처럼 산에서 살기 시작하고, 시바와 같은 금욕주의, 요기 및 타파스에 몰두한다. 이것은 시바의 주의를 끌고 그의 흥미를 불러일으킨다. 그는 변장한 모습으로 그녀를 만나 시바의 약점과 성격 문제에 대해 이야기하며 그녀를 단념시키려 한다. 파르바티는 들으려 하지 않고 자신의 결심을 고집한다. 시바는 마침내 그녀를 받아들이고 그들은 결혼한다. 시바는 파르바티를 기리는 다음 찬송가를 바친다.

나는 바다이고 너는 파도이다,

너는 프라크리티이고 나는 푸루샤이다.
– 스텔라 크람리쉬 번역

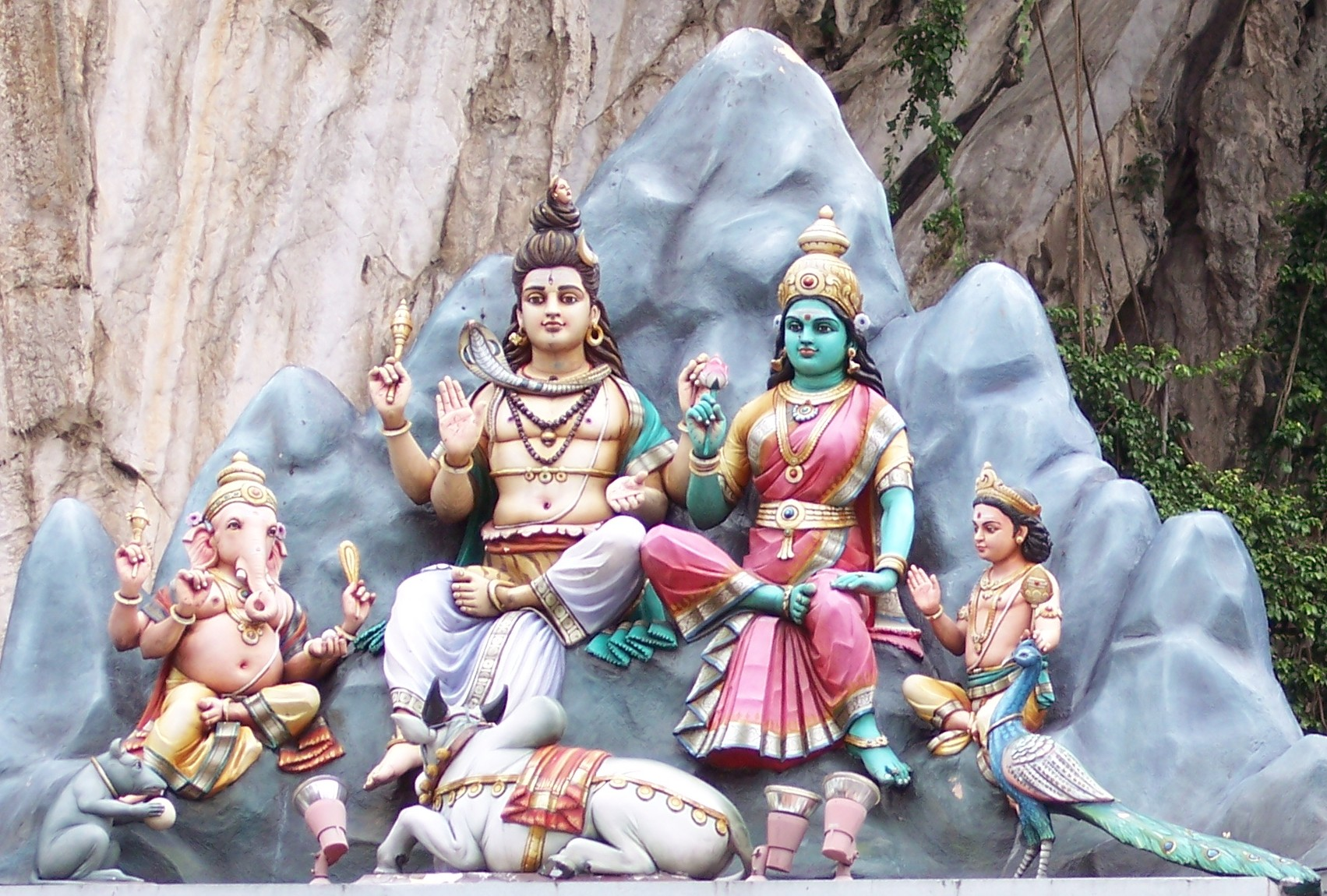
시바와 아들들 가네샤(가장 왼쪽)와 카르티케야(가장 오른쪽)와 함께 있는 파르바티. 파르바티는 녹색 피부색으로 묘사되어 어두운 피부색을 나타낸다.

결혼 후 파르바티는 시바의 거처인 카일라스산으로 이사한다. 그들 사이에서는 천군 총사령관인 카르티케야 (스칸다와 무루간으로도 알려짐)와 문제와 장애물을 제거하는 지혜의 신 가네샤가 태어난다.
파르바티의 탄생과 시바와의 결혼에 대한 많은 다른 힌두 전설이 있다. 예를 들어 하리밤샤에서는 파르바티에게 에카파르나와 에카파탈라라는 두 여동생이 있다. 데비 바가바타 푸라나와 시바 푸라나에 따르면 히말라야산과 그의 아내 메나는 아디 파라샤크티 여신을 달랜다. 만족한 아디 파라샤크티는 스스로 그들의 딸 파르바티로 태어난다. 파르바티의 탄생과 시바와의 결혼에 대한 각 주요 이야기는 지역적 변형을 가지고 있어, 창의적인 지역 적응을 시사한다. 이야기는 파르바티와 시바가 마침내 결혼할 때까지 많은 우여곡절을 겪는다.
칼리다사의 서사시 쿠마라삼바바 ("쿠마라의 탄생")는 시바를 은둔적이고 지적이며 엄격한 고독의 세계에서 벗어나 결혼하기로 결심한 처녀 파르바티의 이야기를 묘사한다. 그녀의 헌신은 시바의 호의를 얻는 것을 목표로 하며, 그 결과 카마데바의 소멸, 우주의 메마른 무생명으로의 추락, 생명의 재생, 파르바티와 시바의 결혼, 카르티케야의 탄생, 그리고 파르바티가 시바에게 카마데바를 위해 간청한 후 결국 카마데바의 부활로 이어진다.
파르바티의 전설은 시바와 본질적으로 관련되어 있다. 여신 지향적인 샤크티파 경전에서는 그녀가 시바를 초월한다고 말하며, 최고 존재로 식별된다. 시바가 파괴와 재생의 주재신인 것처럼, 이 부부는 동시에 금욕주의와 은둔의 힘과 결혼 행복의 축복을 상징한다.
따라서 파르바티는 힌두 전통이 소중히 여기는 여러 미덕들, 즉 다산, 결혼 행복, 배우자에 대한 헌신, 금욕주의, 그리고 힘을 상징한다. 파르바티는 힌두교에서 가정 생활의 이상과 시바가 대표하는 금욕주의의 이상 사이의 영원한 긴장 속에서 주부의 이상을 나타낸다. 포기와 금욕주의는 힌두교에서 매우 높이 평가되며, 주부의 삶 또한 그러하다. 둘 다 윤리적이고 올바른 삶의 아슈라마로 등장한다. 시바는 힌두 전설에서 사회생활에 관심 없이 산에서 개인적인 추구에 몰두하는 이상적인 금욕주의자로 묘사되는 반면, 파르바티는 세속 생활과 사회를 육성하는 데 열심인 이상적인 주부로 묘사된다. 수많은 장, 이야기, 전설이 그들의 상호 헌신뿐만 아니라 불일치, 힌두 철학 및 올바른 삶에 대한 그들의 논쟁을 중심으로 전개된다.
파르바티는 그녀의 존재로 시바를 길들인다. 시바가 폭력적이고 파괴적인 탄다바 춤을 출 때, 파르바티는 그를 진정시키거나 그녀 자신의 라시아 춤의 느리고 창의적인 스텝으로 그의 폭력을 보완하는 것으로 묘사된다. 많은 신화에서 파르바티는 그의 보완자라기보다는 그의 라이벌로서, 그를 속이고, 유혹하거나, 그의 금욕적인 수행에서 멀어지게 한다.

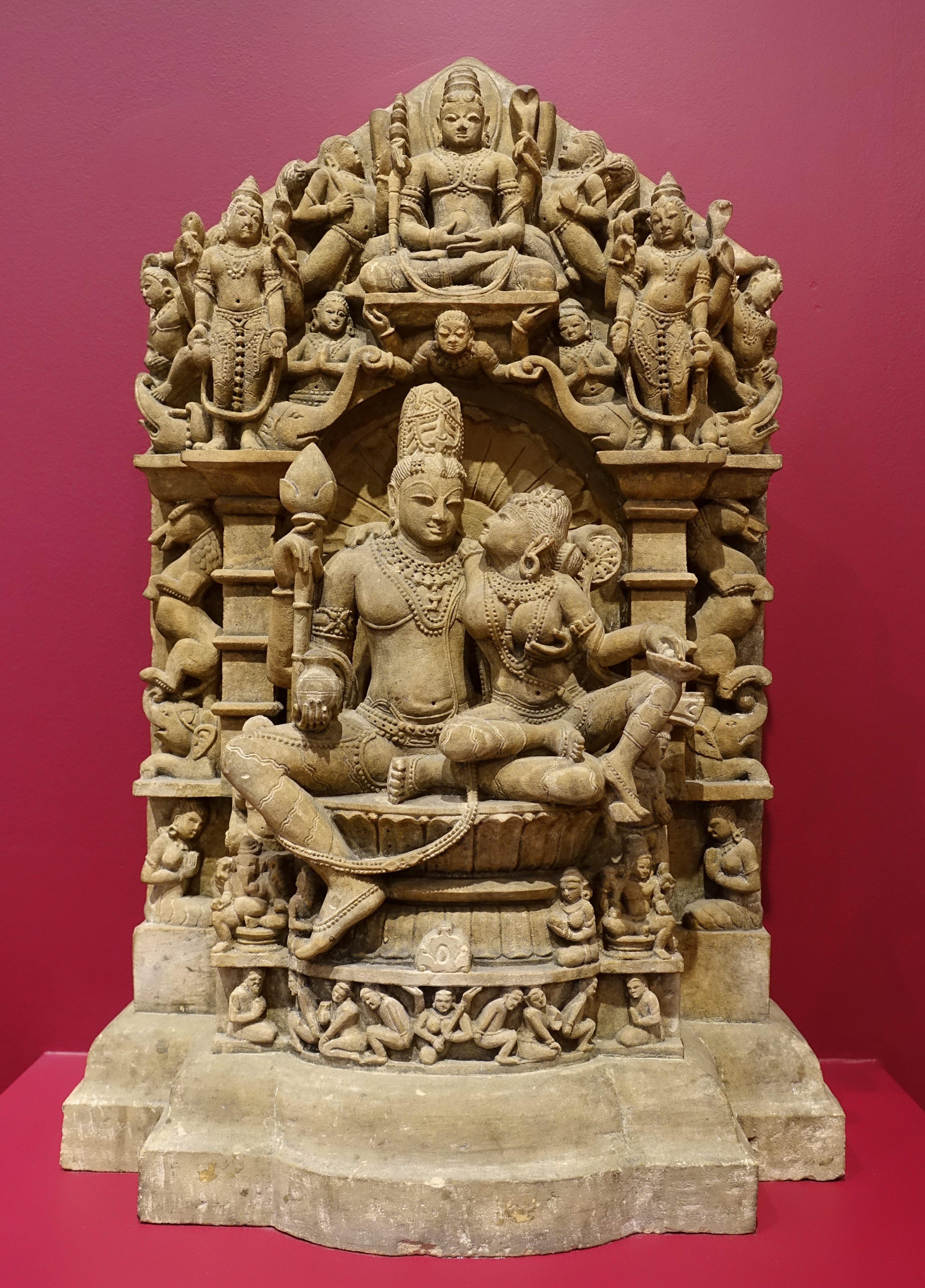
우마-마헤슈바라로서의 시바와 파르바티; 11세기 조각상.

세 가지 이미지가 파르바티의 신화, 도상학, 철학의 핵심이다: 시바-샤크티 이미지, 아르다나리슈바라 (반은 여성인 주)로서의 시바 이미지, 그리고 링가와 요니 이미지. 남성 에너지와 여성 에너지를 결합하는 이 이미지들, 시바와 파르바티,는 금욕주의자의 길과 세속인의 길 사이의 화해, 상호 의존성, 조화의 비전을 제공한다.
이 부부는 종종 푸라나에서 "즐거움"에 몰두하거나 카일라스산에 앉아 힌두 신학의 개념에 대해 논쟁하는 것으로 묘사된다. 그들은 또한 다투는 모습으로도 묘사된다. 카르티케야의 탄생 이야기에서 이 부부는 사랑을 나누는 모습으로 묘사되며, 시바의 씨앗을 생성한다. 파르바티와 시바의 결합은 "환희와 성적 행복" 속에서 남성과 여성의 결합을 상징한다. 예술에서 파르바티는 시바의 무릎에 앉아 있거나 그 옆에 서 있는 모습(함께 이 부부는 우마-마헤슈바라 또는 하라-가우리라고 불림) 또는 안나푸르나 (곡식의 여신)가 시바에게 자비를 베푸는 모습으로 묘사된다.
시바파의 접근 방식은 파르바티를 시바의 순종적이고 복종적인 아내로 여기는 경향이 있다. 그러나 샤크타들은 파르바티의 배우자에 대한 평등 또는 심지어 우월성에 초점을 맞춘다. 샤크타 탄트라의 열 명의 마하비드야 (지혜의 여신) 탄생 이야기. 이 사건은 시바가 파르바티와 그녀의 아버지 집에서 살고 있을 때 일어난다. 논쟁 후, 그는 그녀를 떠나려고 시도한다. 시바가 떠나려는 시도에 대한 그녀의 분노는 시바의 모든 출구를 막는 열 명의 무시무시한 여신 형태로 나타난다.
데이비드 킨슬리는 다음과 같이 말한다:
파르바티가 시바를 물리적으로 억제할 수 있다는 사실은 그녀가 힘에서 우월하다는 점을 극적으로 보여준다. 남성 신에 대한 여신의 우월성이라는 주제는 샤크타 텍스트에서 흔하며, [따라서] 이 이야기는 샤크타 신학의 중심 원리를 강조하고 있다. ... 시바와 파르바티가 그녀의 아버지 집에서 살고 있다는 사실 자체가 이 점을 보여주는데, 이는 인도 많은 지역에서 아내가 결혼 시 아버지 집을 떠나 남편의 혈통의 일부가 되어 남편의 친척들 사이에서 사는 것이 전통이기 때문이다. 시바가 파르바티의 집에 머무는 것은 따라서 그들의 관계에서 그녀의 우선순위를 의미한다. 그녀의 우선순위는 또한 마하비드야를 통해 시바의 의지를 좌절시키고 자신의 의지를 주장하는 그녀의 능력에서도 입증된다.

### 아르다나리슈바라
파르바티는 인도 전설에서 이상적인 아내, 어머니, 주부로 묘사된다. 인도 예술에서 이 이상적인 부부의 모습은 시바와 파르바티가 서로의 절반이라는 생각에서 파생되었으며, 아르다나리슈바라로 표현된다. 이 개념은 절반은 남성, 절반은 여성인 양성적인 이미지, 즉 시바와 파르바티로 각각 표현된다.

### 이상적인 아내, 어머니 그 이상
힌두 서사시인 마하바라타에서 그녀는 우마로서 아내와 어머니의 의무는 선한 성품, 달콤한 말, 달콤한 행동, 달콤한 용모를 갖추는 것이라고 제안한다. 그녀의 남편은 그녀의 친구, 피난처, 그리고 신이다. 그녀는 남편과 자녀의 신체적, 정서적 양육과 발달에서 행복을 찾는다. 그들의 행복이 곧 그녀의 행복이다. 남편이나 자녀가 화를 낼 때도 그녀는 쾌활하다. 역경이나 질병 속에서도 그들과 함께한다. 그녀는 남편과 가족을 넘어 세상사에 관심을 기울인다. 그녀는 가족, 친구, 친척 앞에서 쾌활하고 겸손하다. 그녀는 할 수 있다면 그들을 돕는다. 그녀는 손님을 환대하고, 음식을 제공하며, 의로운 사회생활을 장려한다. 파르바티는 마하바라타 13권에서 자신의 가정생활과 집이 천국이라고 선언한다.
리타 그로스는 파르바티를 이상적인 아내와 어머니로만 보는 것은 인도 신화에서 여성의 힘을 상징하는 불완전한 해석이라고 말한다. 파르바티는 다른 여신들과 함께 광범위한 문화적으로 가치 있는 목표와 활동에 관여한다. 모성과 여성의 성과 연결된다는 점이 힌두 문학에서 여성성이나 그들의 중요성과 활동을 제한하거나 소진시키지 않는다. 그녀는 여성성을 손상시키지 않으면서 강하고 유능한 두르가에 의해 균형을 이룬다. 그녀는 물에서 산에 이르기까지, 예술에서 전사를 고무시키는 것에 이르기까지, 농업에서 춤에 이르기까지 모든 활동에서 나타난다. 파르바티의 수많은 측면은 그로스가 말했듯이 여성성이 보편적인 활동 범위를 가지며, 그녀의 성별은 제한적인 조건이 아니라는 힌두교의 믿음을 반영한다.
파르바티는 널리 숭배되는 두 신, 즉 가네샤와 카르티케야의 어머니로 여겨진다.

### 가네샤
마츠야 푸라나, 시바 푸라나, 스칸다 푸라나를 포함한 힌두교 문헌은 파르바티와 시바, 그리고 그들의 자녀에 대한 많은 이야기를 다룬다. 예를 들어, 가네샤에 대한 이야기는 다음과 같다.
옛날에 파르바티가 목욕을 하려는데, 그녀를 지켜주고 누구도 우연히 집 안으로 들어오지 못하게 막아줄 시종이 없었다. 그래서 그녀는 몸을 씻기 위해 준비한 강황 반죽으로 소년의 형상을 만들고 그 안에 생명을 불어넣어 가네샤가 태어났다. 파르바티는 가네샤에게 누구도 집 안으로 들어오지 못하게 하라고 명령했고, 가네샤는 어머니의 명령에 충실히 따랐다. 얼마 후 시바가 돌아와 집 안으로 들어가려 했으나, 가네샤가 그를 막았다. 시바는 격분하여 화를 참지 못하고 자신의 삼지창으로 소년의 목을 잘라버렸다. 파르바티가 나와 아들의 생명 없는 몸을 보고 크게 화를 냈다. 그녀는 시바에게 즉시 가네샤의 생명을 되돌려달라고 요구했다. 시바는 가네샤의 몸에 코끼리의 머리를 붙여 생명을 되돌려주었고, 이로 인해 코끼리 머리를 한 신이 탄생했다.

## 문화

### 축제
티즈는 힌두교 여성들, 특히 인도 북부 및 서부 주에서 중요한 축제이다. 파르바티는 축제의 주요 신이며, 의례적으로 결혼 생활과 가족 유대를 기념한다. 또한 몬순을 기념하기도 한다. 축제는 나무에 매달린 그네, 보통 녹색 옷(작물 심는 계절의 계절색)을 입고 지역 노래를 부르며 그네를 타는 소녀들로 특징지어진다. 역사적으로 미혼 처녀들은 좋은 배우자를 위해 파르바티에게 기도했고, 기혼 여성들은 남편의 안녕을 위해 기도하며 친척들을 방문했다. 네팔에서 티즈는 시바-파르바티 사원 방문과 링가에 대한 봉헌으로 특징지어지는 3일간의 축제이다. 티즈는 펀자브에서 티얀으로 기념된다.

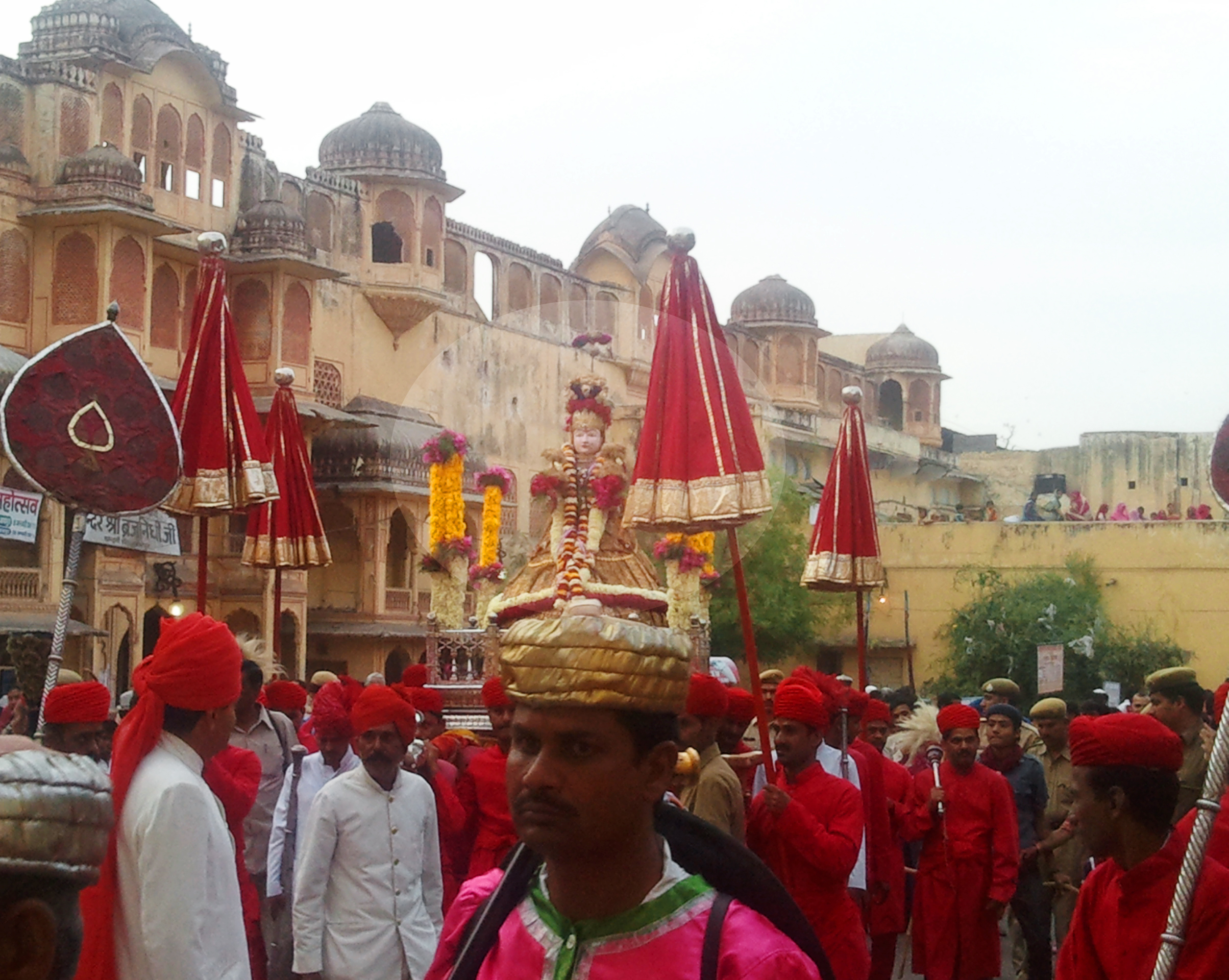
라자스탄주 가우리 축제에서 기념되는 파르바티.

고우리 하바 또는 가우리 축제는 바드라파다 (슈클라 팍샤)의 7일, 8일, 9일에 기념된다. 파르바티는 수확의 여신이자 여성의 수호신으로 숭배된다. 주로 여성들이 지키는 그녀의 축제는 아들 가네샤의 축제(가네샤 차투르티)와 밀접하게 관련되어 있다. 이 축제는 마하라슈트라주와 카르나타카주에서 인기가 있다.
라자스탄에서는 강가우르 축제 동안 가우리 숭배가 이루어진다. 축제는 홀리 다음 날인 차이트라의 첫째 날에 시작하여 18일 동안 계속된다. 축제를 위해 이사르와 가우리의 이미지가 흙으로 만들어진다.
파르바티를 숭배하는 또 다른 인기 있는 축제는 나바라트리로, 9일 동안 그녀의 모든 현현이 숭배된다. 동인도, 특히 벵골, 오디샤, 자르칸드, 아삼뿐만 아니라 구자라트와 같은 인도 여러 지역에서 그녀의 9가지 형태, 즉 샤일라푸트리, 브라마차리니, 찬드라간타, 쿠슈만다, 스칸다마타, 카트야야니, 카알라트리, 마하가우리, 싯디다트리가 인기를 끈다.
또 다른 축제인 가우리 트리티야는 차이트라 슈클라 셋째 날부터 바이샤카 슈클라 셋째 날까지 열린다. 이 축제는 마하라슈트라와 카르나타카에서 인기가 있으며, 북인도에서는 덜 관찰되고 벵골에서는 알려지지 않았다. 가정의 미망인이 아닌 여성들은 여신상을 꼭대기에 두고 장신구, 다른 힌두 신들의 이미지, 그림, 조개껍데기 등을 아래에 모아 피라미드 모양으로 여러 단을 세운다. 이웃을 초대하고 강황, 과일, 꽃 등을 선물로 증정한다. 밤에는 노래와 춤으로 기도가 열린다. 타밀나두와 안드라프라데시와 같은 남인도 주에서는 디왈리의 초승달에 케타라 가우리 브리탐 축제가 열리며, 기혼 여성들은 하루 동안 금식하고 과자를 만들어 가족의 안녕을 위해 파르바티를 숭배한다.
티루바티라는 케랄라주와 타밀나두주에서 지켜지는 축제이다. 이 날 파르바티는 오랜 고행 끝에 시바를 만났고, 시바는 그녀를 아내로 맞이했다고 믿어진다. 이 날 힌두교 여성들은 티루바티라 칼리를 추며 티루바티라 파아투(파르바티와 시바 경에 대한 그녀의 갈망과 고행에 대한 민요)를 부른다.

### 예술

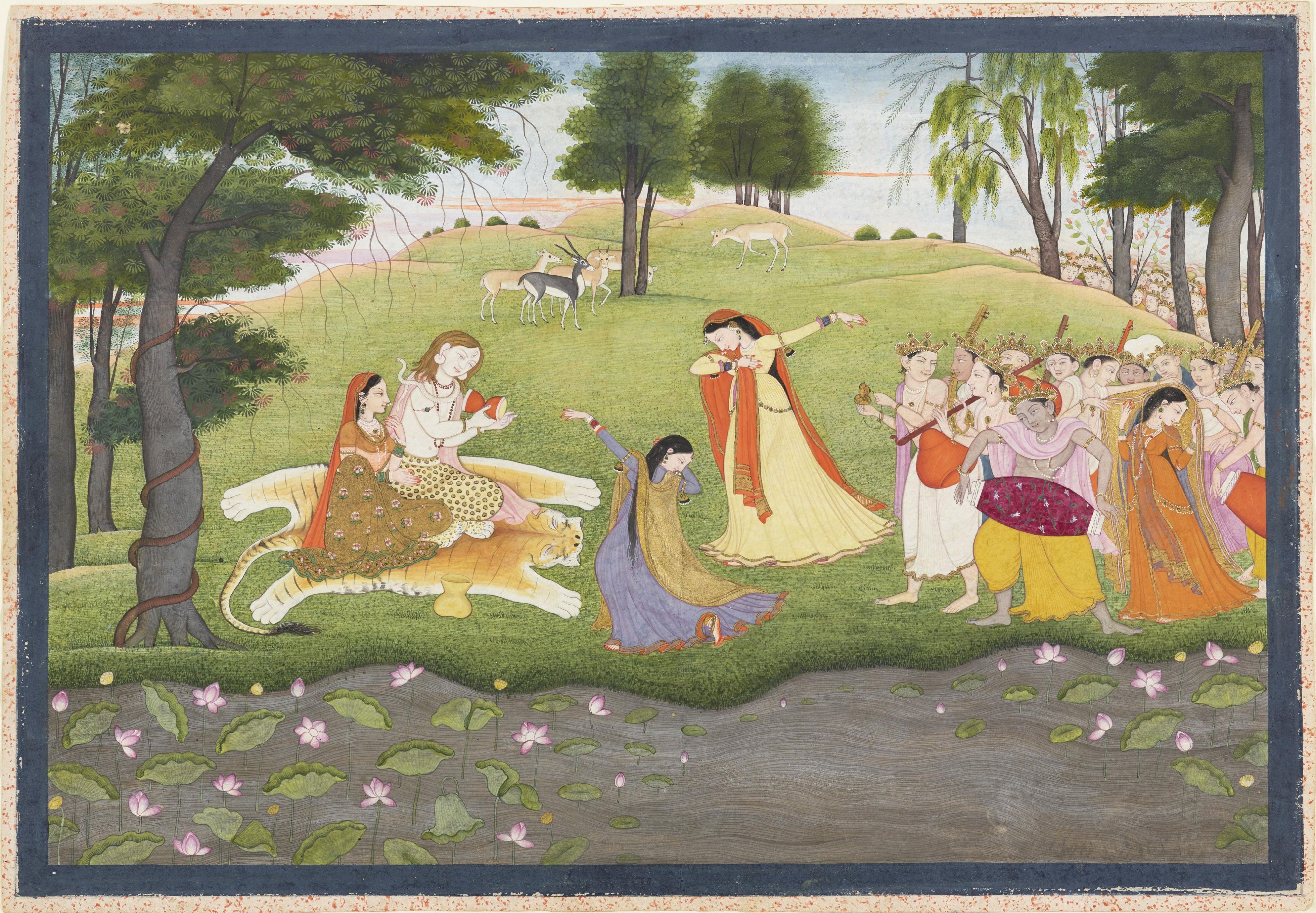
쿠샬라에게 귀속된 작품, 신들이 시바와 파르바티를 위해 노래하고 춤을 추다 (18세기 후반)

조각에서 춤에 이르기까지, 많은 인도 예술은 파르바티와 시바의 이야기를 주제로 탐구하고 표현한다. 예를 들어, 무용극 안무의 한 형태인 카타칼리의 닥샤 야감은 파르바티와 시바의 낭만적인 에피소드를 각색한다.
가우리-샹카르 구슬은 파르바티와 시바가 서로의 이상적이고 동등한 보완적 반쪽이라는 믿음에 뿌리를 둔 종교적 장신구의 일부이다. 가우리-샹카르는 인도에서 발견되는 나무 씨앗에서 자연적으로 형성되는 특정 루드락샤 (구슬)이다. 이 나무의 두 씨앗은 때때로 자연적으로 융합되어 자라며 파르바티와 시바를 상징하는 것으로 간주된다. 이 씨앗들은 목걸이로 꿰어 착용하거나, 시바파의 명상을 위한 말라(묵주)에 사용된다.

### 화폐학
박트리아 (쿠샨 제국 시대)의 고대 동전과 하르샤 왕(북인도)의 동전에는 우마가 새겨져 있다. 이 동전들은 서기 3세기에서 7세기 사이에 발행되었다. 박트리아에서는 우마가 옴모로 표기되어 있으며, 꽃을 들고 있는 모습으로 동전에 나타난다. 그녀의 동전에는 시바도 나타나는데, 때때로 발기된 상태로 삼지창을 들고 난디 (그의 바하나) 근처에 서 있는 모습으로 나타난다. 하르샤 왕이 발행한 동전에는 파르바티와 시바가 황소에 앉아 있으며, 동전의 뒷면에는 브라미 문자가 있다.

## 주요 사원

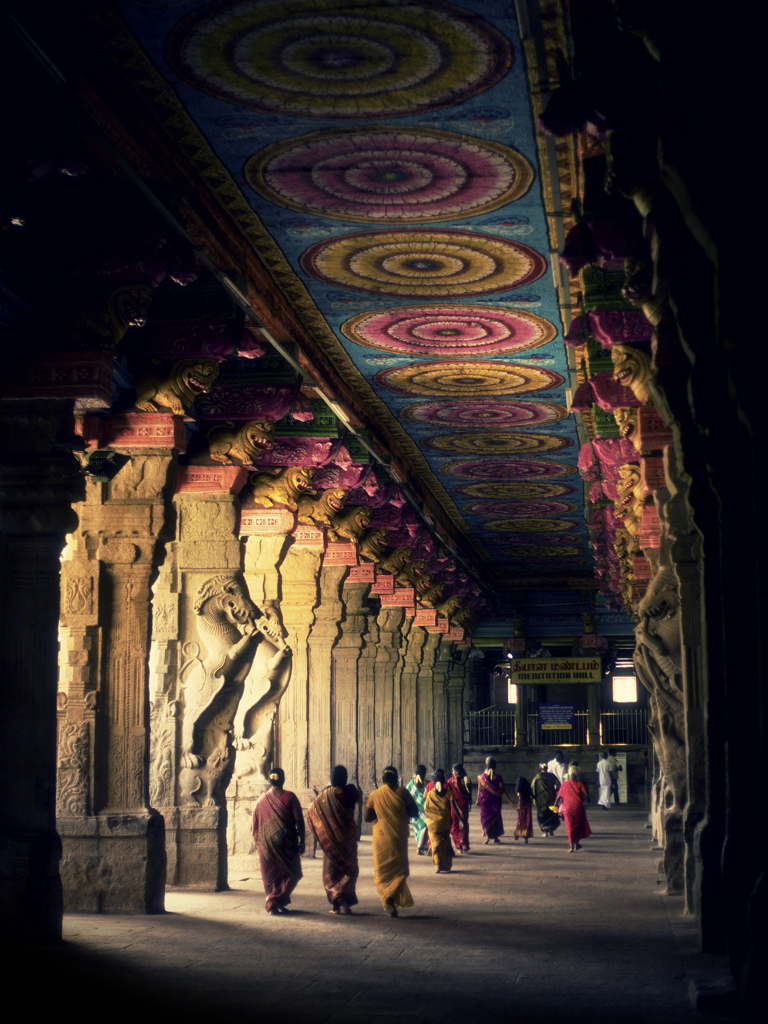
타밀나두 마두라이의 미나크시 암만 사원은 힌두 여신 파르바티의 한 측면인 미나크시에게 헌정된 주요 사원이다.

파르바티는 남아시아와 동남아시아 전역의 시바파 힌두 사원에서 시바와 함께 자주 존재한다.
일부 지역(피타 또는 샤크티핏)은 그들의 역사적 중요성과 힌두교 고대 문헌에 나타난 그들의 기원에 대한 전설 때문에 특별하게 여겨진다.

### 사원 목록
각 주요 파르바티-시바 사원은 고대 전설과 관련된 순례지이며, 이는 일반적으로 남아시아 전역의 힌두 사원들을 서로 연결하는 더 큰 이야기의 일부이다. 파르바티를 찾을 수 있는 일부 사원은 다음과 같다.
- 잠무 카슈미르 (연방 직할지): 우담푸르 지구, 잠무 만탈라이 사원 및 가우리 쿤드
- 카르나타카주: 차문데스와리 사원 마이소르
- 오디샤주: 링가라지의 배우자로서 안나푸르나 형태의 파르바티, 부바네스와르의 링가라지 사원 단지 내, 비르자 사원, 자지푸르
- 케랄라주: 안나푸르네스와리 사원, 체루쿤누, 아투칼 바가바티 사원, 차쿨라투카부 사원, 쳉간누르 마하데바 사원, 오르파자치 카부, 이룸쿨랑가라 두르가 데비 사원, 차쿨라투카부 사원 카담푸자 데비 사원, 므리당가 사일레스와리 사원, 쿠마라날로르 바가바티 사원 및 대부분의 케랄라의 108 두르가라야
- 마하라슈트라주: 툴자 바바니 사원
- 메갈라야주: 나르티앙 두르가 사원
- 타밀나두주: 미나크시 암만 사원, 카마크시 암만 사원, 스리 시바 두르가 사원, 반나리 암만 사원, 사마야푸람 마리암만 사원, 베칼리 암만 사원, 물타람만 사원, 쿨라세카라파트남, 티루베르카두 데비 카루마리암만 사원, 넬라이아파르 사원, 카팔리슈와라르 사원, 마사니 암맘 사원, 고마티 암만, 푸나이나루 마리암만
- 트리푸라주: 트리푸라 순다리 사원
- 우타르프라데시주: 비샬락시 사원, 안나푸르나 데비 사원, 알로피 데비 만디르

## 인도 외부
파르바티의 조각상과 도상학은 그녀의 여러 현현 중 하나로 동남아시아의 사원과 문헌에서 발견되었다. 예를 들어, 서기 5세기 초의 캄보디아 크메르 시대 시바파 비문에는 파르바티 (우마)와 시바가 언급되어 있다. 크발 스페안과 같은 많은 고대 및 중세 시대 캄보디아 사원, 암각화 및 강바닥 조각은 파르바티와 시바에게 헌정되었다.
부아셀리에는 베트남의 참파 시대 사원에서 우마를 확인했다.
인도네시아와 말레이시아 섬들에서는 시바와 함께 우마로서 파르바티에게 헌정된 수십 개의 고대 사원이 발견되었다. 그녀의 현현인 두르가도 동남아시아에서 발견되었다. 자와섬에 있는 시바-파르바티에게 헌정된 많은 사원은 서기 1천년 후반에 지어졌으며, 일부는 그 이후 세기에 지어졌다. 두르가 상징과 숭배는 10세기에서 13세기 사이에 기원한 것으로 추정된다.

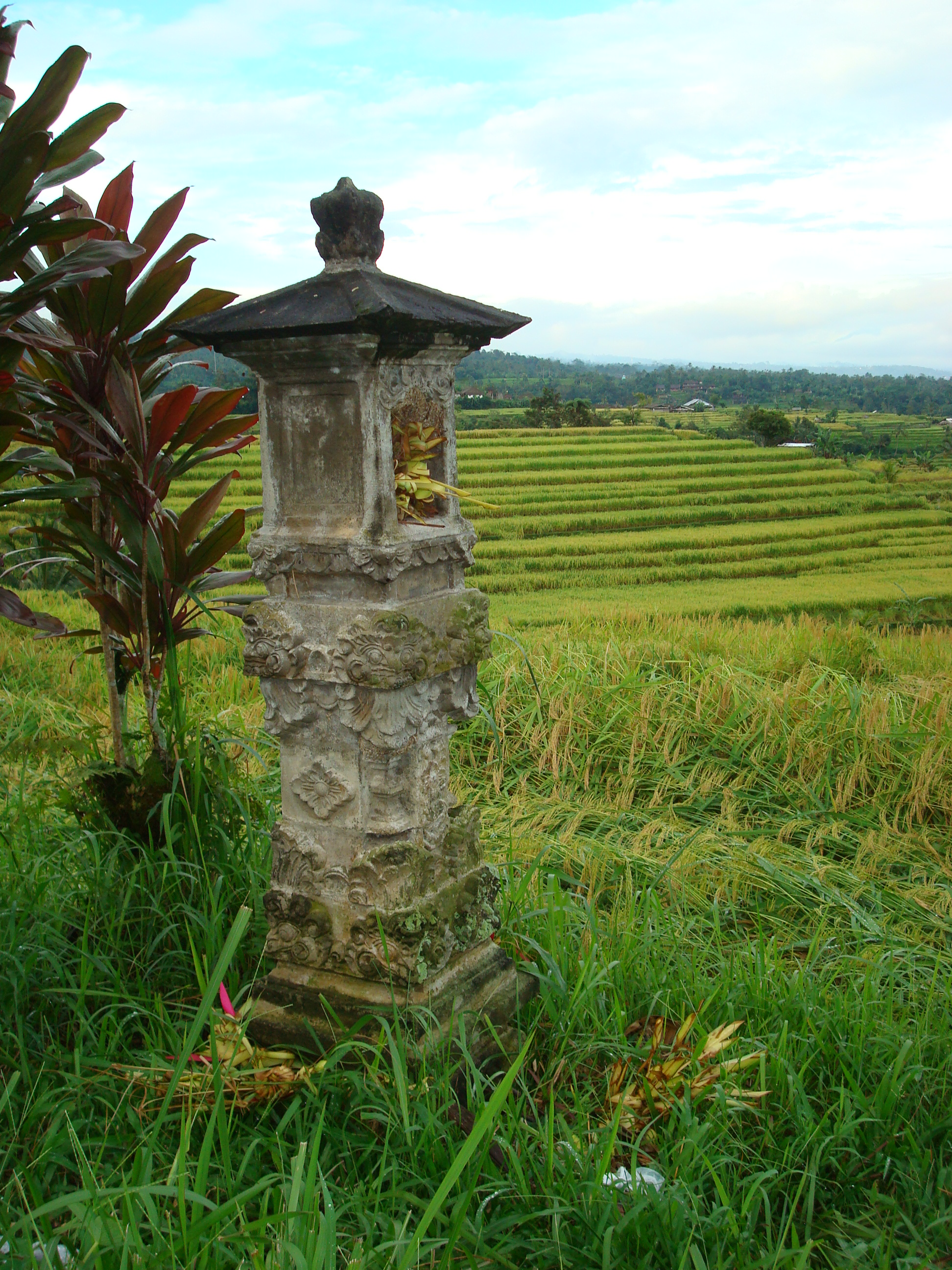
데비 스리에게 바치는 공물을 담은 기둥 사원. 그녀는 다양하게 파르바티 또는 락슈미로 해석된다.

파르바티의 마하칼리 형태에서 파생된 그녀의 일본어 형태는 다이코쿠텐뇨 (大黒天女)이다.
태국의 나콘시탐마랏 주 데브 사탄에서 발굴된 유적은 비슈누에게 헌정된 힌두 사원(나 프라 나라야), 요니 안의 링감, 시바 사원(산 프라 이수안)을 발견했다. 이 발굴 현장에서 발견된 파르바티 조각상은 남인도 양식을 반영한다.
발리, 인도네시아
파르바티는 현지에서 파르와티로 표기되며, 현대 발리 힌두교의 주요 여신이다. 그녀는 주로 우마로 불리며, 때때로 기리푸트리 (산의 딸)로 불리기도 한다. 그녀는 구나웅 아궁 산의 여신이다. 인도 힌두교와 마찬가지로 우마는 인도네시아 발리에서 많은 현현을 가지고 있다. 그녀는 시와 신과 결혼했다. 우마 또는 파르와티는 작물과 모든 생명에 다산을 주는, 양육하고 길러주는 어머니 여신으로 간주된다. 데위 다누로서 그녀는 물, 바투르 호수와 발리의 주요 화산인 구나웅 바투르를 주재한다. 발리에서 그녀의 맹렬한 형태는 데위 두르가이다. 랑다로서 그녀는 분노에 차 있으며 묘지를 주재한다. 이부 페르티위로서 발리 힌두교의 파르와티는 대지의 여신이다. 파르와티의 다양한 현현과 그녀가 한 형태에서 다른 형태로 어떻게 변하는지에 대한 전설은 야자 잎(론타르) 필사본 안다브후아나와 같은 발리 문헌에 담겨 있다.

## 관련 여신들
일부 불교 종파, 특히 티베트 및 네팔 불교에서 발견되는 타라보살은 파르바티와 관련이 있다. 타라도 여러 현현으로 나타난다. 불교의 탄트라 종파뿐만 아니라 힌두교에서도 타라와 파르바티의 다양한 측면에 헌정된 얀트라 또는 만다라의 복잡한 대칭 예술 형태가 있다.
파르바티는 상징과 힘에 있어서 그리스-로마 신화의 키벨레와, 아이들을 지키는 여신 베스타와 밀접하게 관련되어 있다. 두르가로서의 그녀의 현현에서 파르바티는 마테르 몬타나와 유사하다. 그녀는 마그나 마테르 (보편적인 어머니)와 동등하다. 칼리이자 모든 악의 징벌자로서 그녀는 프로세르피나와 디아나 타우리카에 해당한다.
바바니이자 다산과 출산의 여신으로서 그녀는 에페소스 디아나의 상징적 동등물이다. 크레타에서는 레아가 파르바티와 유사한 산의 여신으로 신화적 인물로 등장하며, 그리스 섬들의 일부 신화에서는 파르바티를 반영하는 무서운 여신이 딕티나(또는 브리토마르티스)이다. 에페소스에서 키벨레는 사자와 함께 묘사되는데, 이는 파르바티의 도상학이 때때로 사자와 함께 묘사되는 것과 유사하다.
카를 융은 Mysterium Coniunctionis에서 파르바티의 측면이 아르테미스, 이시스, 마리아와 같은 여신들의 범주에 속한다고 말한다. 에드먼드 리치는 시바와의 관계에서 파르바티를 성애를 상징하는 그리스 여신 아프로디테와 동일시한다.

### 인용된 작품
- Caroll, Cain; Caroll, Revital (2013). 《Mudras of India》. Philadelphia, PA: Singing Dragon. ISBN 978-1848191099.
- Coleman, Charles N. (2021) [1832]. 《Mythology of the Hindus》. Legare Street Press. ISBN 978-1014497710.
- Cush, Denise; Robinson, Catherine A.; York, Michael (2008). 《Encyclopedia of Hinduism》. Routledge. ISBN 978-0700712670. 2023년 4월 21일에 원본 문서에서 보존된 문서. 2017년 9월 12일에 확인함.
- Kennedy, Vans (1831). 《Researches Into the Nature and Affinity of Ancient and Hindu Mythology》. Longman, Rees, Orme, Brown, and Green  – Internet Archive 경유.
- Kinsley, David R. (1988). 《Hindu Goddesses: Visions of the Divine Feminine in the Hindu Religious Tradition》. University of California Press. ISBN 978-0-520-90883-3.
- Tate, Karen (2006). 《Sacred Places of Goddess: 108 Destinations》. Consortium of Collective Consciousness. ISBN 978-1888729115.
- Wilkins, William J. (2001) [1882]. 〈Uma – Parvati〉. 《Hindu Mythology, Vedic and Puranic》. Adamant Media Corporation. ISBN 1-4021-9308-4 – Internet Archive 경유.
- Williams, Joanna Gottfried (1981). 《Kalādarśana: American Studies in the Art of India》. Brill Academic. ISBN 9004064982. 2024년 1월 16일에 원본 문서에서 보존된 문서. 2016년 10월 6일에 확인함.

## 더 읽어보기
- Srivastava, A. L. (2004). 《Umā-Maheśvara: An Iconographic Study of the Divine Couple》. Sukarkshetra Shodh Sansthana.